# Costanza da Varano

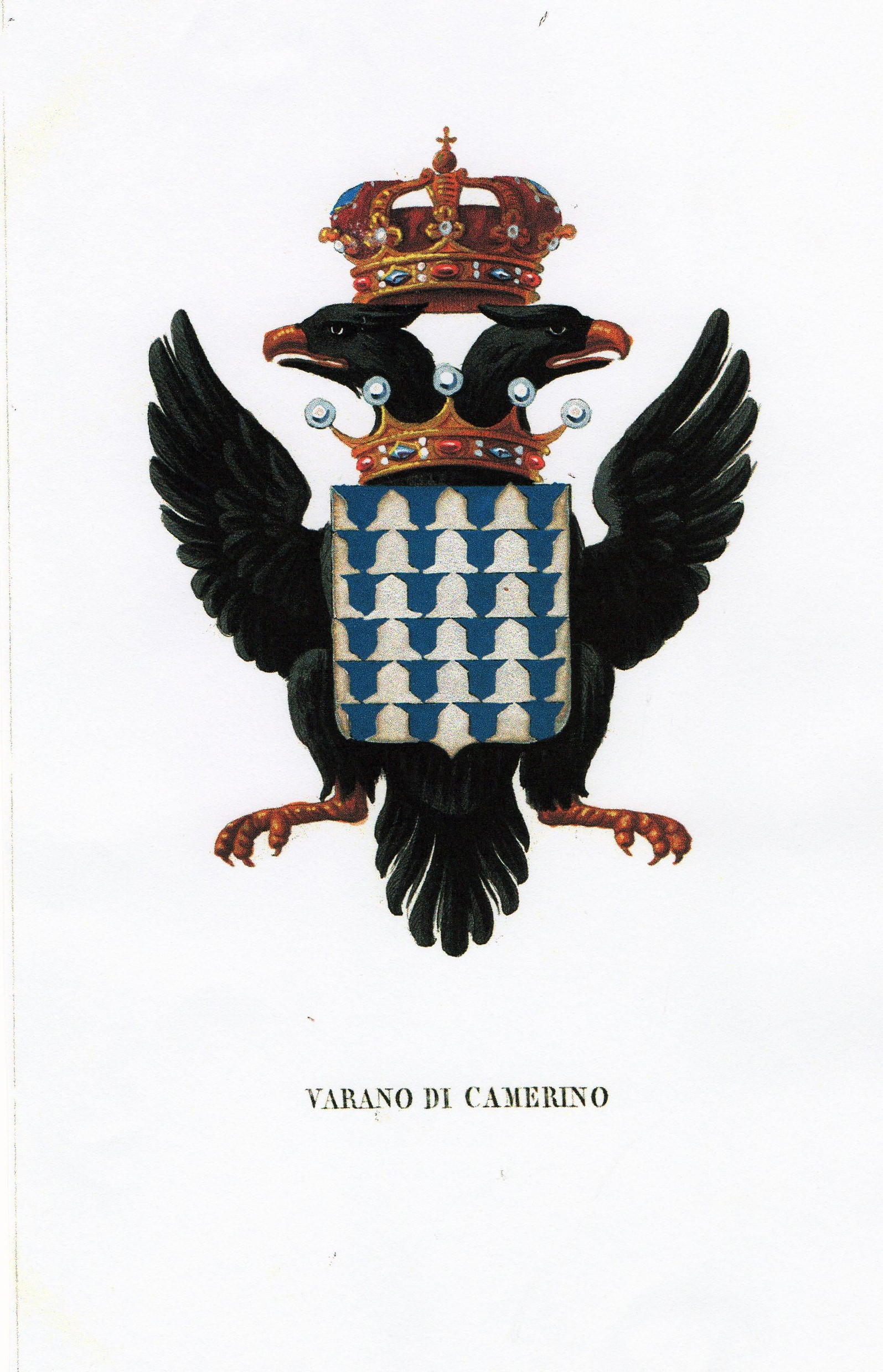
Lo stemma dei Varano
(litografia della fine dell'Ottocento)

Costanza da Varano (23 ottobre 1428 – 13 luglio 1447) è stata una poetessa italiana.

## Biografia
Era figlia di Piergentile da Varano (1400-1433) e di Elisabetta Malatesta, nonché nipote (da parte di madre) di Galeazzo Malatesta e Battista Malatesta. 
Fu una poetessa ed erudita nella lingua latina e greca, scrivendo lettere, orazioni e carmi.
Morì di parto dando alla luce il secondo figlio.

## Discendenza
È stata la prima moglie di Alessandro Sforza, che sposò nel 1444 ed al quale diede due figli:
- Battista (1446-1472)
- Costanzo I (1447-1483)

## Ascendenza
|                       |                        |                                   | Genitori                   |  |  | Nonni |  |  | Bisnonni              |  |  | Trisnonni            |  |
|                       |                        |                                   |                            |  |  |       |  |  | Gentile III da Varano |  |  | Berardo II da Varano |  |
|                       |                        |                                   |                            |  |  |       |  |  | Gentile III da Varano |  |  | Berardo II da Varano |  |
|                       |                        | Bellafiore di Gualtiero Brunforte |                            |  |  |       |  |  | Gentile III da Varano |  |  |                      |  |
| Rodolfo III da Varano |                        |                                   |                            |  |  |       |  |  | Gentile III da Varano |  |  |                      |  |
|                       |                        | Teodora Salimbeni                 | …                          |  |  |       |  |  |                       |  |  |                      |  |
|                       |                        | Teodora Salimbeni                 | …                          |  |  |       |  |  |                       |  |  |                      |  |
|                       |                        | Teodora Salimbeni                 | …                          |  |  |       |  |  |                       |  |  |                      |  |
| Piergentile da Varano |                        | Teodora Salimbeni                 |                            |  |  |       |  |  |                       |  |  |                      |  |
|                       |                        | …                                 | …                          |  |  |       |  |  |                       |  |  |                      |  |
|                       |                        | …                                 | …                          |  |  |       |  |  |                       |  |  |                      |  |
|                       |                        | …                                 | …                          |  |  |       |  |  |                       |  |  |                      |  |
| Costanza Smeducci     |                        | …                                 |                            |  |  |       |  |  |                       |  |  |                      |  |
|                       |                        | …                                 | …                          |  |  |       |  |  |                       |  |  |                      |  |
|                       |                        | …                                 | …                          |  |  |       |  |  |                       |  |  |                      |  |
|                       |                        | …                                 | …                          |  |  |       |  |  |                       |  |  |                      |  |
| Costanza da Varano    |                        | …                                 |                            |  |  |       |  |  |                       |  |  |                      |  |
|                       | Malatesta IV Malatesta | Pandolfo II Malatesta             |                            |  |  |       |  |  |                       |  |  |                      |  |
|                       | Malatesta IV Malatesta | Pandolfo II Malatesta             |                            |  |  |       |  |  |                       |  |  |                      |  |
|                       | Malatesta IV Malatesta | Paola Orsini                      |                            |  |  |       |  |  |                       |  |  |                      |  |
| Galeazzo Malatesta    | Malatesta IV Malatesta |                                   |                            |  |  |       |  |  |                       |  |  |                      |  |
|                       |                        | Elisabetta da Varano              | Rodolfo II da Varano       |  |  |       |  |  |                       |  |  |                      |  |
|                       |                        | Elisabetta da Varano              | Rodolfo II da Varano       |  |  |       |  |  |                       |  |  |                      |  |
|                       |                        | Elisabetta da Varano              | Camilla Chiavelli          |  |  |       |  |  |                       |  |  |                      |  |
| Elisabetta Malatesta  |                        | Elisabetta da Varano              |                            |  |  |       |  |  |                       |  |  |                      |  |
|                       |                        | Antonio II da Montefeltro         | Federico II da Montefeltro |  |  |       |  |  |                       |  |  |                      |  |
|                       |                        | Antonio II da Montefeltro         | Federico II da Montefeltro |  |  |       |  |  |                       |  |  |                      |  |
|                       |                        | Antonio II da Montefeltro         | Teodora Gonzaga            |  |  |       |  |  |                       |  |  |                      |  |
| Battista Malatesta    |                        | Antonio II da Montefeltro         |                            |  |  |       |  |  |                       |  |  |                      |  |
|                       |                        | Agnesina di Vico                  | Ugolino Gonzaga            |  |  |       |  |  |                       |  |  |                      |  |
|                       |                        | Agnesina di Vico                  | Ugolino Gonzaga            |  |  |       |  |  |                       |  |  |                      |  |
|                       |                        | Agnesina di Vico                  | Emilia della Gherardesca   |  |  |       |  |  |                       |  |  |                      |  |
|                       |                        | Agnesina di Vico                  |                            |  |  |       |  |  |                       |  |  |                      |  |